# Йоган-Кристоф Глаубіц
Йоганн-Крістоф Ґляубіц (нім. Johann-Christoph Glaubitz, пол. Jan Krzysztof Glaubitz, лит. Jonas Kristupas Glaubicas, бл. 1700, Свідниця — 30 березня 1767, Вільно) — польський архітектор німецького походження, творець віленського бароко, працював у Вільнюсі з 1737 року; лютеранин.

## Біографія
Народився, ймовірно, в Сілезії в (за іншою версією в одному з міст Королівської Пруссії, можливо, це були: Хелмно, Ельблонг або Торунь). У 1732—1733 роках був учнем муляра у Гданську у майстра Готфріда Форстера. У 1737 році він згадується у Вільнюсі ще як простий муляр. Ймовірно, здобув ступінь майстра десь у 1736—1737 роках. Його першою підтвердженою роботою є реконструкція церкви євангелистів у Вільнюсі в 1739—1743 роках.

## Праці
- реконструкція після пожежі церкви євангелистів у Вільнюсі, 1739—1743[5],
- палац Антонія Міхала Паца в Єзні,
- палац у Струні, 1749,
- костел у Столовичах (після Йозефа Фонтани з 1743 року) та вівтар у цьому костелі[5],
- після пожеж 1737, 1748 і 1749 років відбудував житлові будинки Вільнюса,
- перебудував костел св. Катерини у Вільнюсі (1741—1744) та каплицю Провидіння у 1746 році[5],
- купол і фронтони костелу Пресвятого Серця Ісуса у Вільнюсі,
- з 1748 року фасад костелу Івана Хрестителя та Івана Богослова у Вільнюсі (як муляр працював над костелом раніше у 1739—1743 роках)[5],
- реставрація костелу св. Анни у Вільнюсі (1747); серед іншого, спорудження трьох барокових вівтарів,
- іконостас у церкві Святого Духа у Вільнюсі; контракт 1753, проєкт 1761[5],
- фасад, фронтон, кафедра і головний вівтар в унійному соборі в Полоцьку (1738—1765)[6],
- Костел Святого Духа у Вільнюсі, включаючи купол і фронтони (1753—1770)[5], вівтарі за проєктом з 1775—1776 років Францішека Ігнація Гоффера,
- домініканський костел у Заб'єллах-Волинцях 1749 року, але без веж, збудованих у 1764—1766 роках[5],
- проєкт купола костелу св. Казимира у Вільнюсі (авторство невідоме, ймовірно, автором був Томаш Жебровський),
- костел єзуїтів у Динебурзі (Двінську), Латвія (авторство не визначене, костел не існує),
- палац Лопачинських (Олізарна) у Вільнюсі (Бернардинський бульвар),
- купол єзуїтського костелу св. Йосифа у Вітебську (1760 р.),
- василіянський монастир у Вільнюсі після 1761 року (без Василіянської брами, імовірно, за проєктом Антоніо Паракки)[5],
- палац православних архієпископів у Могильові (1772—1785).

## Галерея

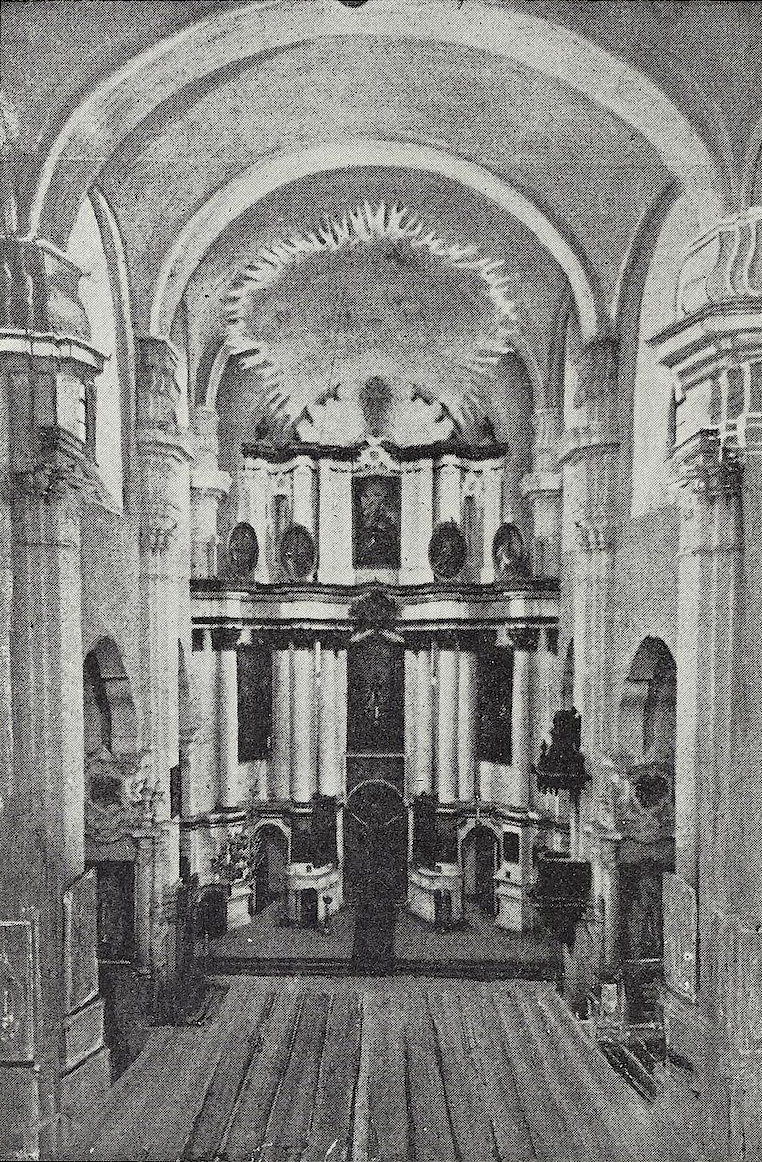
Полоцьк — головний вівтар
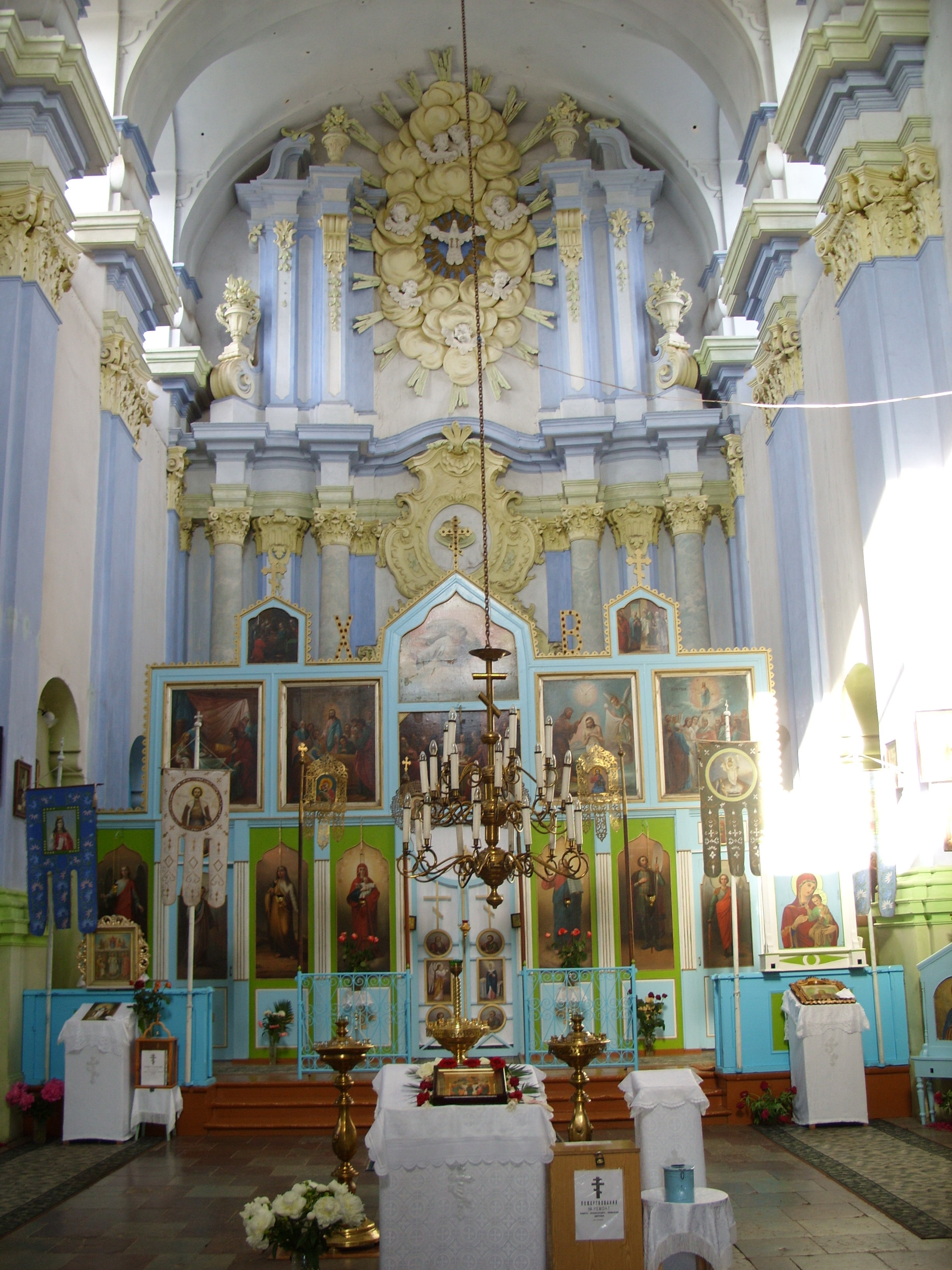
Столовичі — головний вівтар (за іконостасом)
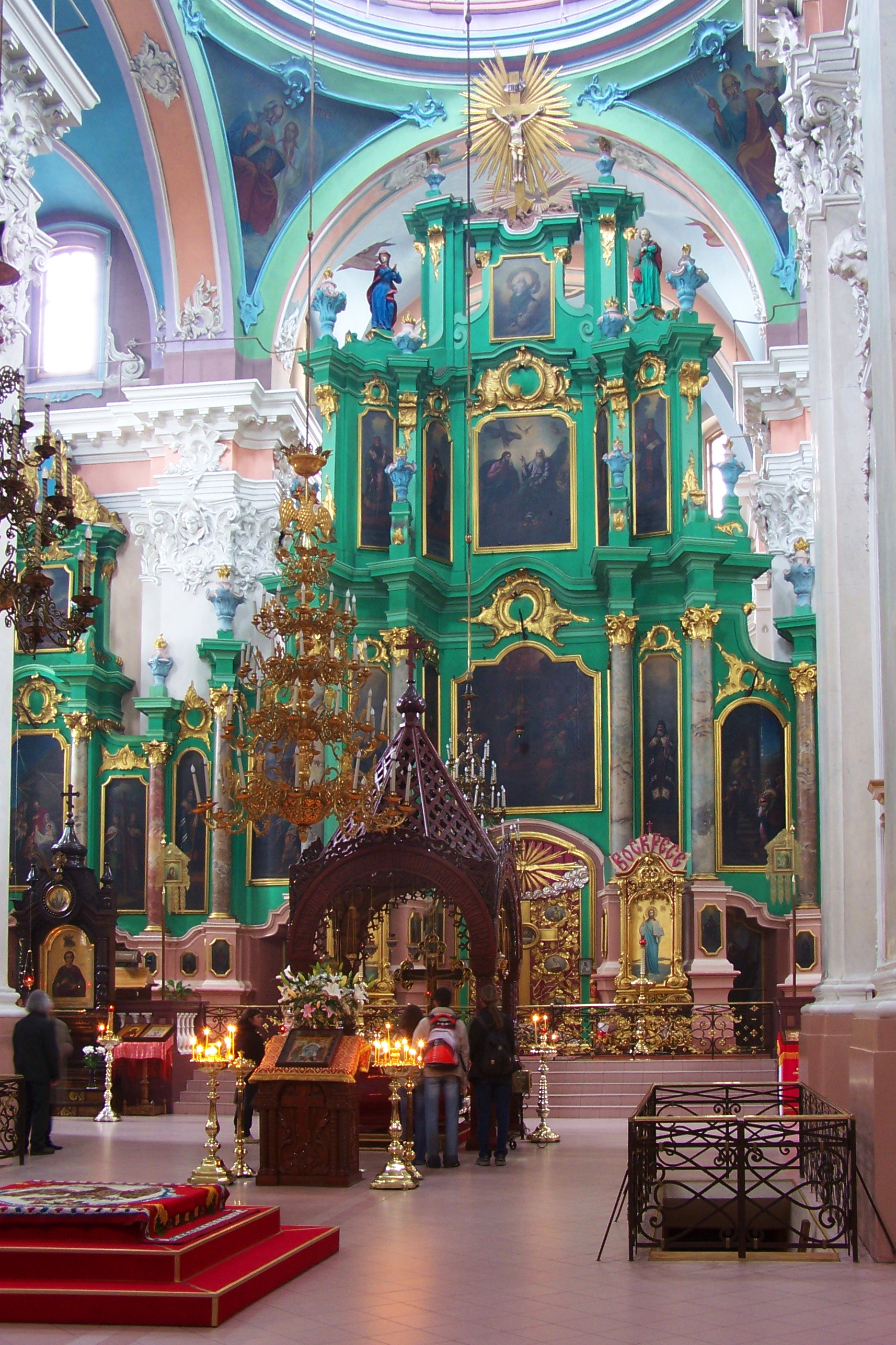
Вільнюс — вівтар у церекві Святого Духа
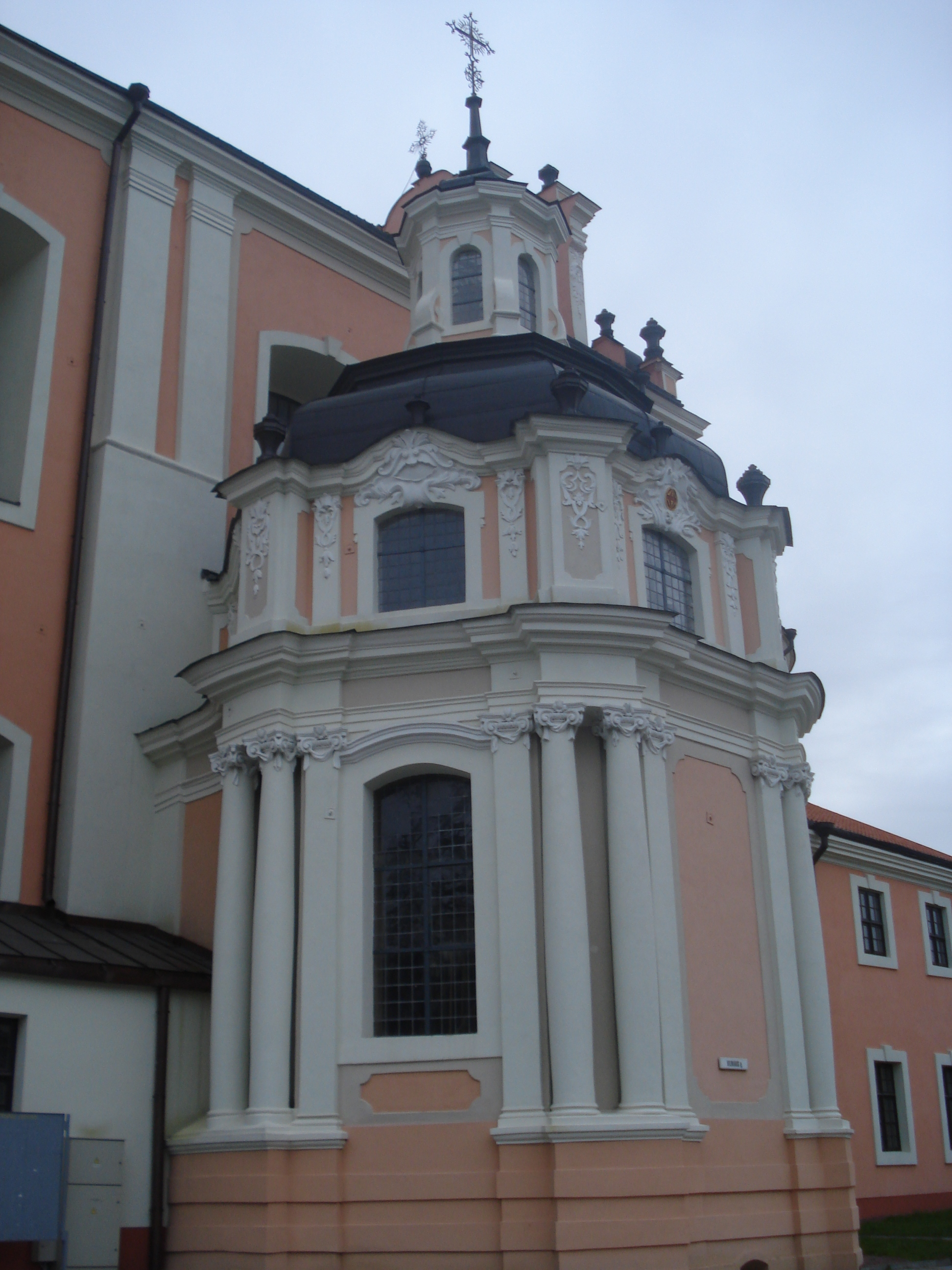
Вільнюс — каплиця Провидіння
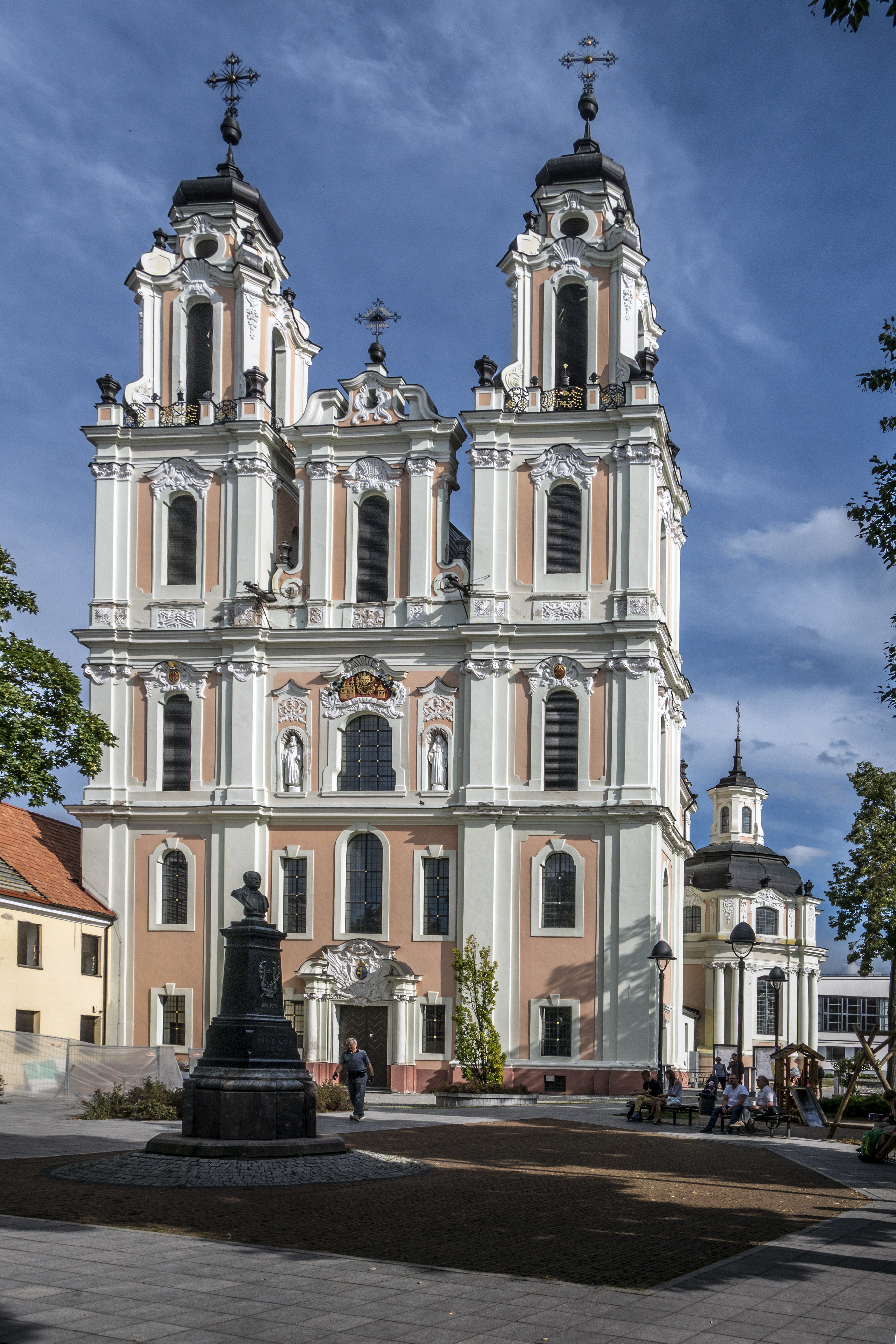
Вільнюс — костел святої Катерини
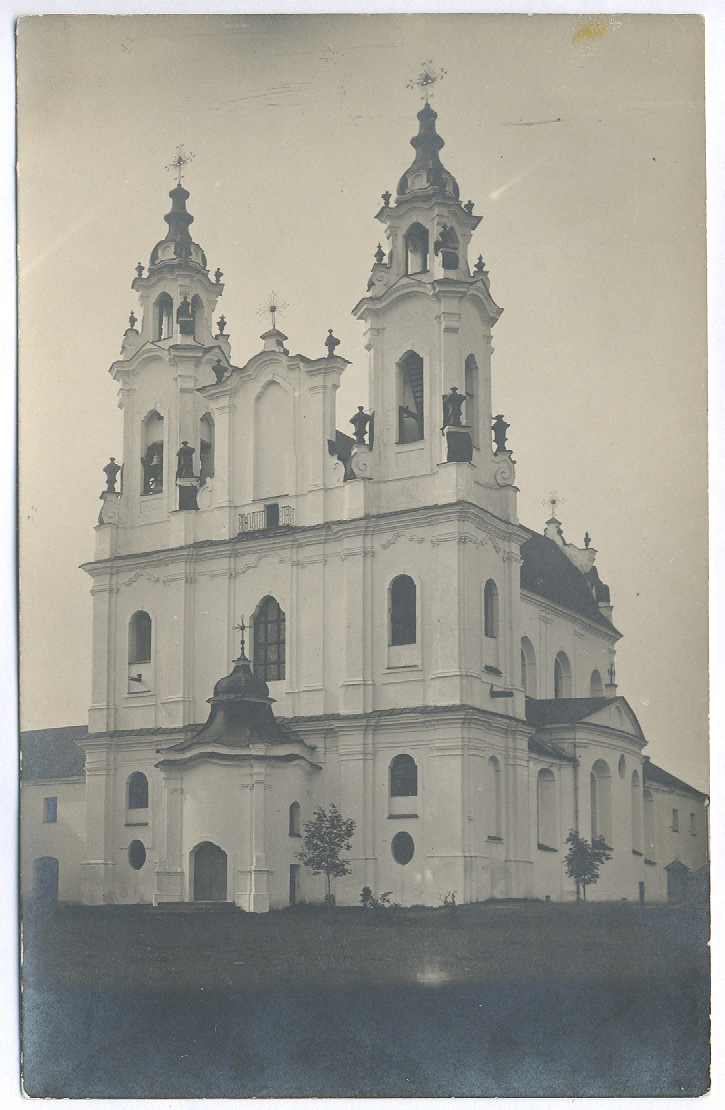
Заб'єлли-Волинці (без веж)
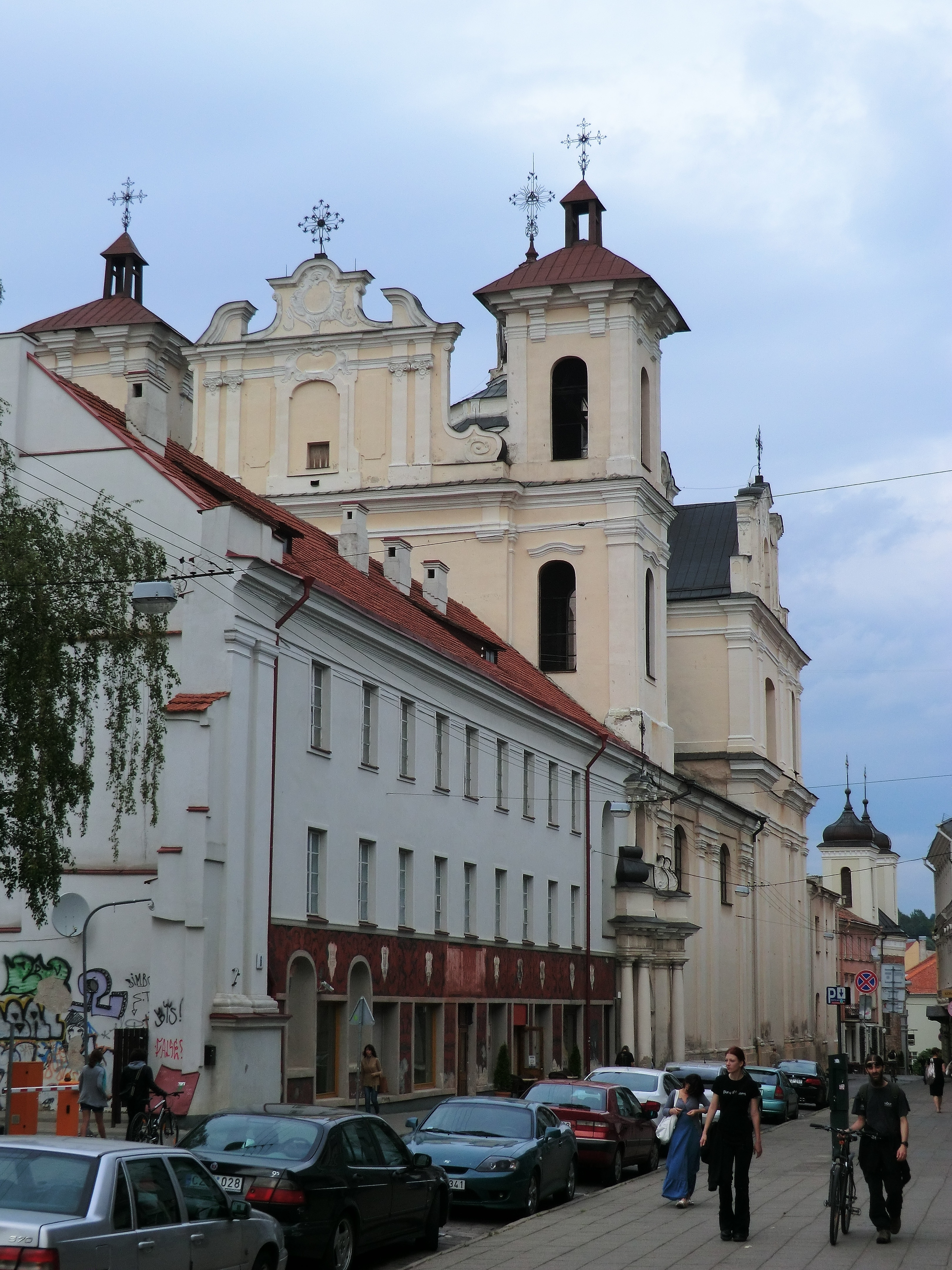
Вільнюс — костел Святого Духа
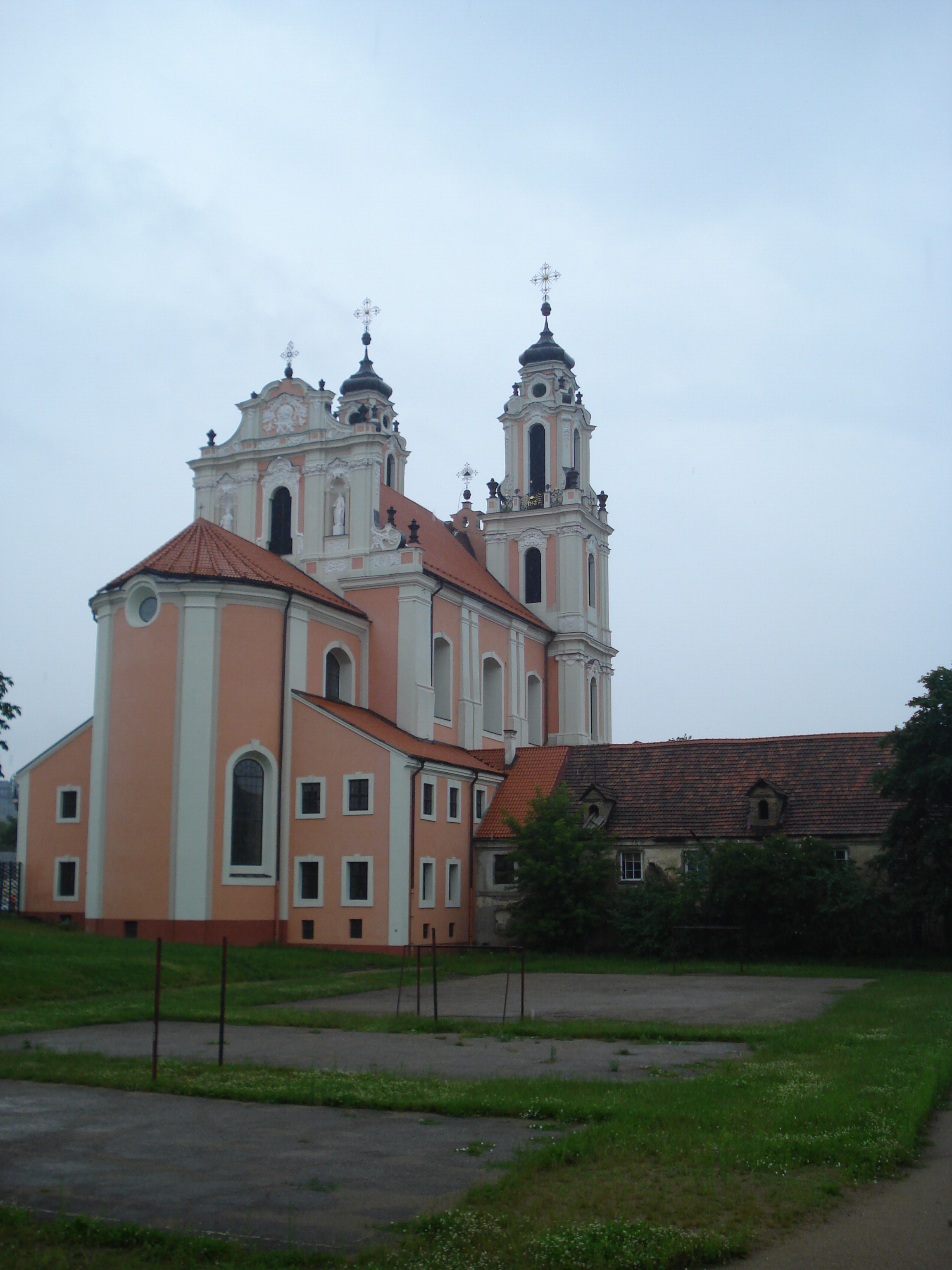
Вільнюс — фронтон над пресвітерієм костелу Святої Катерини
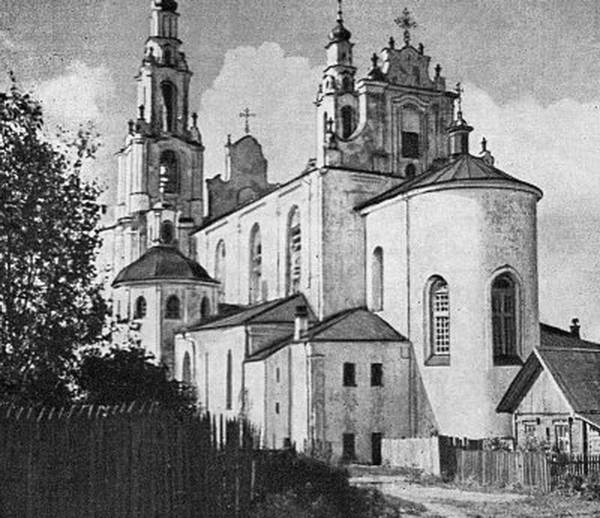
Полоцьк — фронтон над пресвітерієм собору
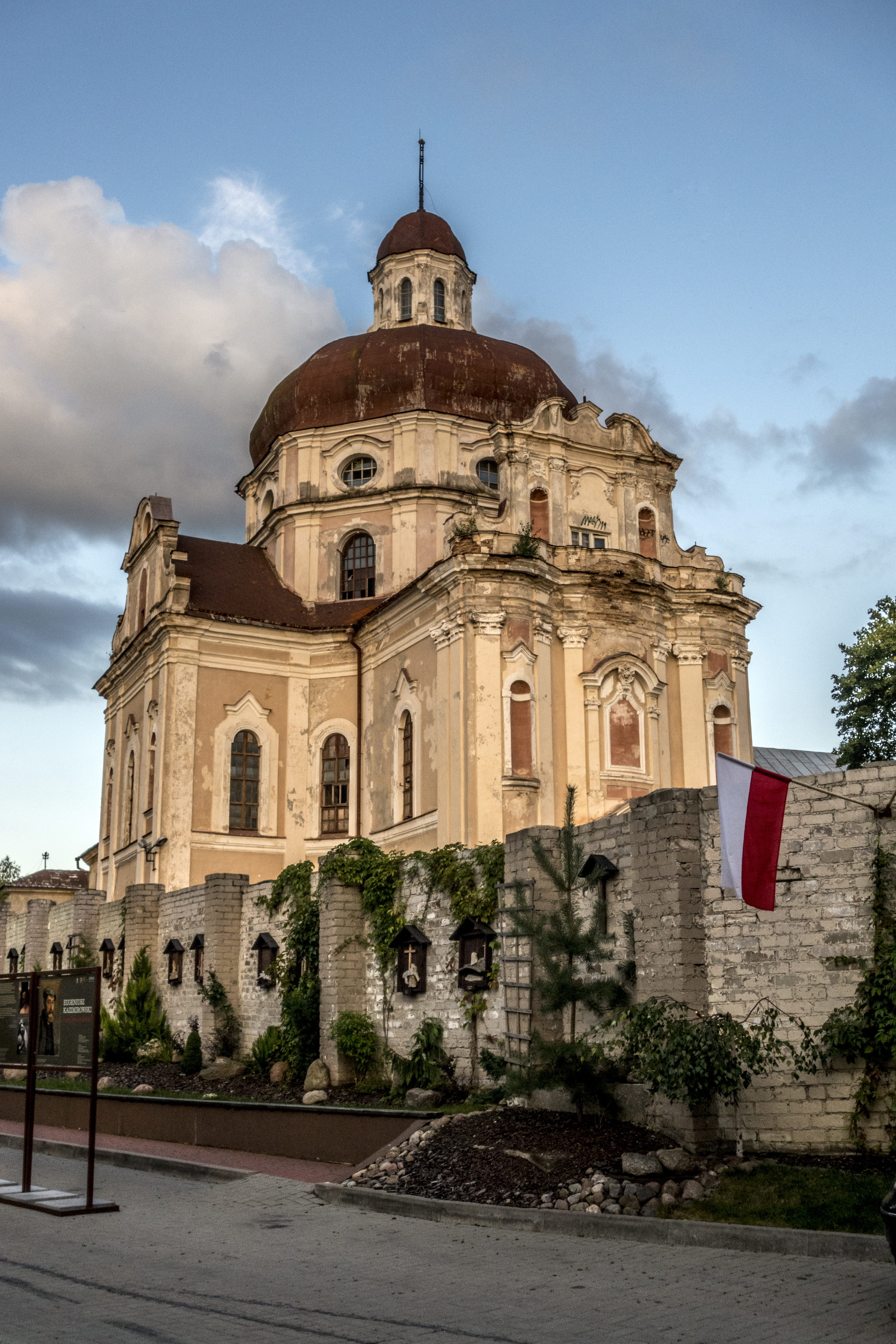
Вільнюс — костел візиток
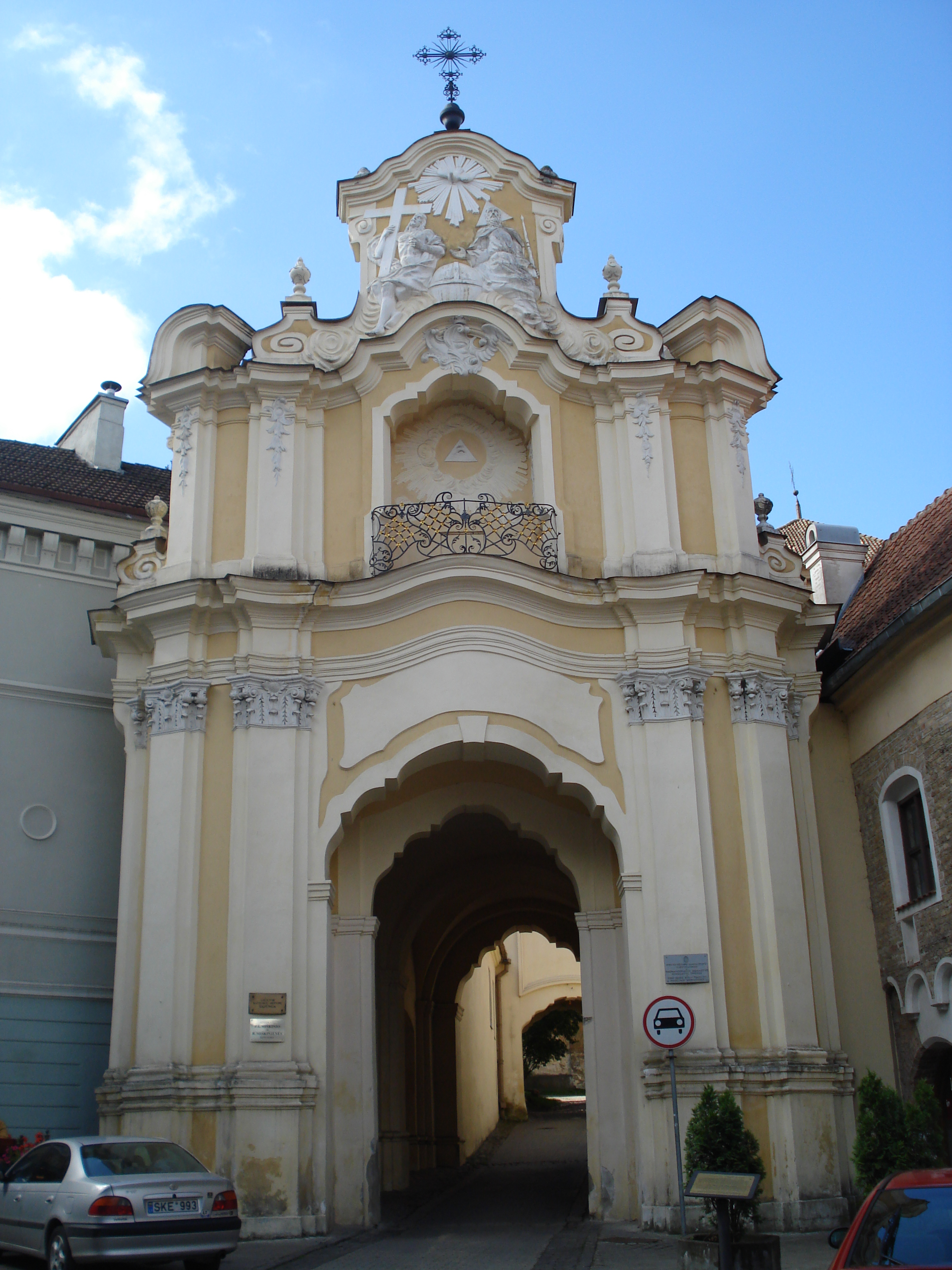
Вільнюс — брама василіянського монастиря